# Gahnia microcarpa
Gahnia microcarpa là loài thực vật có hoa trong họ Cói. Loài này được Guillaumin mô tả khoa học đầu tiên năm 1949.